# Yoshihiro Masuko
Yoshihiro Masuko (益子 義浩 Masuko Yoshihiro?, nacido el 12 de julio de 1987 en Tokio) es un futbolista japonés que se desempeña como centrocampista.

## Trayectoria

### Clubes
| Club                | País  | Año         |
| ------------------- | ----- | ----------- |
| Arte Takasaki       | Japón | 2010 - 2011 |
| Fukushima United FC | Japón | 2012 - 2014 |
| Grulla Morioka      | Japón | 2015 -      |

## Estadística de carrera

### J. League
| Club                | Año   | J. League | J. League | Copa J. League | Copa J. League | Total | Total |
| Club                | Año   | Part.     | Goles     | Part.          | Goles          | Part. | Goles |
| ------------------- | ----- | --------- | --------- | -------------- | -------------- | ----- | ----- |
| Fukushima United FC | 2014  | 15        | 0         | -              | -              | 15    | 0     |
| Grulla Morioka      | 2015  | 25        | 3         | -              | -              | 25    | 3     |
| Grulla Morioka      | 2016  | 16        | 0         | -              | -              | 16    | 0     |
| Grulla Morioka      | 2017  | 11        | 0         | -              | -              | 11    | 0     |
| Total               | Total | 67        | 3         | 0              | 0              | 67    | 3     |